# Dog Islands
Dog Islands (Hund Øer) er en lille øgruppe blandt de Britiske Jomfruøer i Caribien.
Øerne fik oprindeligt deres navn fra sejlere, der hørte gøen, når de lå fortøjet der, og antog at de hørte hunde. Imidlertid var gøen lyden fra den karibiske munkesæl. Sejlerne betragtede også munkesælen som en god kilde til fersk kød, og som følge heraf anses de nu af forskere for at være uddøde.

## Geografi
Dog Islands er beliggende omkring 6 miles (10 km) nord øst fra hovedøen Tortola og omkring 2,5 miles (4 km) fra den nordvestlige del af Virgin Gorda i strædet Sir Francis Drake Channel. Koordinaterne for den vigtigste ø er 18 ° 28'96 "N og 64 ° 27'70" W.
De ubeboede øer er af vulkansk oprindelse og har et samlet areal på ca 173 acres (0,7 km2).
Gruppen består af 5 øer:
- Great Dog Island, hovedøen, omkring 0,41 km2
- George Dog Island, ca 0.06 km²
- West Dog Island, ca 0.11 km²
- gruppen Seal Dogs ca 3 km nordøst fra Great Dog Island med
- East Seal Dog, ca 0.01 km² og
- Little Seal Dog (ofte kaldt West Seal Dog), ca 0,02 km²

Beliggende vest for George Dog ligger den lille holm Cockroach Island (Kakerlak øen)

## Historie
De første europæiske observationer af Jomfruøerne var af Christopher Columbus i 1493 på hans anden rejse til Den Nye Verden. Columbus gav dette område det usædvanlige navn Santa Ursula y Las Islas Once Mil Vírgenes (Sankt Ursula og hendes 11.000 jomfruer), forkortet til Las Vírgenes efter legenden om Sankt Ursula.
I dag er farvandene omkring øerne et populært sted for dykning (3 (Webside ikke længere tilgængelig)).
West Seal Dog er i dag en BVI National Park (4 Arkiveret 15. juni 2010 hos  Wayback Machine).